# Senecaberg
De Senecaberg is een belangrijke post-Karolingische motteheuvel te Grimbergen in het gehucht Borgt. 
Deze motte bezit een elliptisch grondplan met assen van 113 en 105 meter en heeft een topplatform van 44 bij 56 meter. Er werden archeologische sporen gevonden van een rechthoekig vakwerkgebouw van 9,3 bij 13,5 meter. Het hoogteverschil met de basis bedraagt 16 meter. Dit mottekasteel werd militair vleugellam gemaakt tijdens de Grimbergse Oorlogen (1141-1159).

## Geschiedenis
Borgt dankt zijn oorsprong en zijn naam aan deze reusachtige burchtheuvel. De naam Senecaberg komt waarschijnlijk van de naam van een vroegere pachter van de heuvel. De motte werd naast de loop van de Tangebeek opgericht om de gracht te voeden en de noordelijke flank te beschermen door de moerassige beemden. Ze zou reeds ten tijde van de Romeinen en Franken een toezichtplaats op de Zenne geweest zijn.
Vanaf circa 1100 stond hier de burcht van de Berthouts, heren van Grimbergen. De Berthouts trachtten hun invloed uit te breiden ten koste van de graven van Leuven. Dit gaf aanleiding tot de Grimbergse Oorlogen (1139 - 1159) waarin de Berthouts uiteindelijk het onderspit moesten delven: na de Slag bij Ransbeek (1142) werd de burcht door graaf Godfried III van Leuven in 1159 met de grond gelijk gemaakt. Hiermee kwam een einde aan de Grimbergse Oorlogen. Later ging de verlaten heuvel over op de graaf van Vianden, die er een plaatselijke schepenbank mocht oprichten.
Wegens recente woningbouw rondom de motteheuvel bekwam de wijk 'de Borcht' het zeldzame ringvormige stratenpatroon.
Op 18 september 1981 werd de Senecaberg als dorpsgezicht beschermd.

## Archeologie
Op de site werden meerdere opgravingen verricht tijdens de 19e en 20e eeuw. Zij brachten sporen aan het licht van een post-Karolingische bewoning. In 1890 en 1891 lieten Alfred de Loë en A. Rutot proefsleuven op de top van de heuvel graven. In 1908 herhaalden G. Cumont en J. Poils deze pogingen. Van 1966 tot 1968 werd de motte onderzocht door Marc E. Mariën en René Borremans van het Departement van Nationale Voorgeschiedenis en Oud-België van de Koninklijke Musea voor Kunst en Geschiedenis.